# روبرت ريد (لاعب هوكي الجليد)
روبرت ريد (بالإنجليزية: Robert Reid)‏ هو لاعب هوكي الجليد أسترالي، ولد في 21 ديسمبر 1932، وتوفي في 2007.

## وصلات خارجية
- روبرت ريد على موقع EliteProspects.com (الإنجليزية)
- روبرت ريد على موقع أوليمبيديا (الإنجليزية)